# Banca Woori
Banca Woori (우리은행?, Uri EunhaengLR) è una banca con sede a Seul in Corea del Sud, filiale di Woori Financial Group. È una delle quattro maggiori banche nazionali della Corea del Sud e ha una forte presenza nel commercial banking e nella finanza aziendale.
La banca fu fondata nel 1899 col nome di Daehan Cheon-il Bank, nel 1911 fu poi rinominata Joseon Sangup Bank, negli anni '50 Banca commerciale di Corea. A seguito della crisi finanziaria asiatica del 1997 si fuse con l'ex Banca Hanil e la Peace Bank per diventare la Banca Hanvit. Woori prese il suo nome attuale nel 2002.
Woori ha operazioni in Bangladesh e in Indonesia. Il 14 marzo 2012, la sua filiale indonesiana, Bank Woori Indonesia, ha annunciato un piano di fusione con la banca locale Saudara.

## Affari

### Rami
Qui sono elencati tutti i principali uffici e filiali. Tutti i dati sono aggiornati alla fine di gennaio 2018 per l'estero e a giugno 2020 per la Corea del Sud.

### Mercato interno

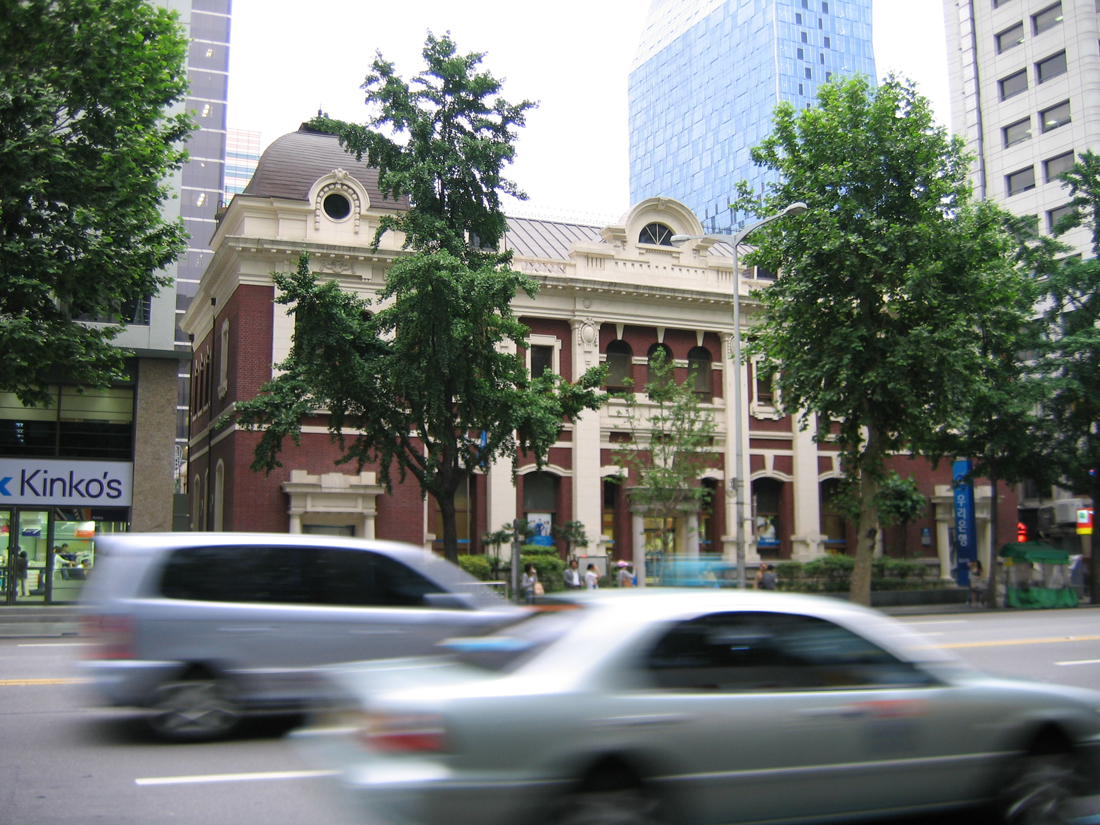
Woori Bank Jongno Banking Center

- Numero di filiali e uffici: 862

### All'estero

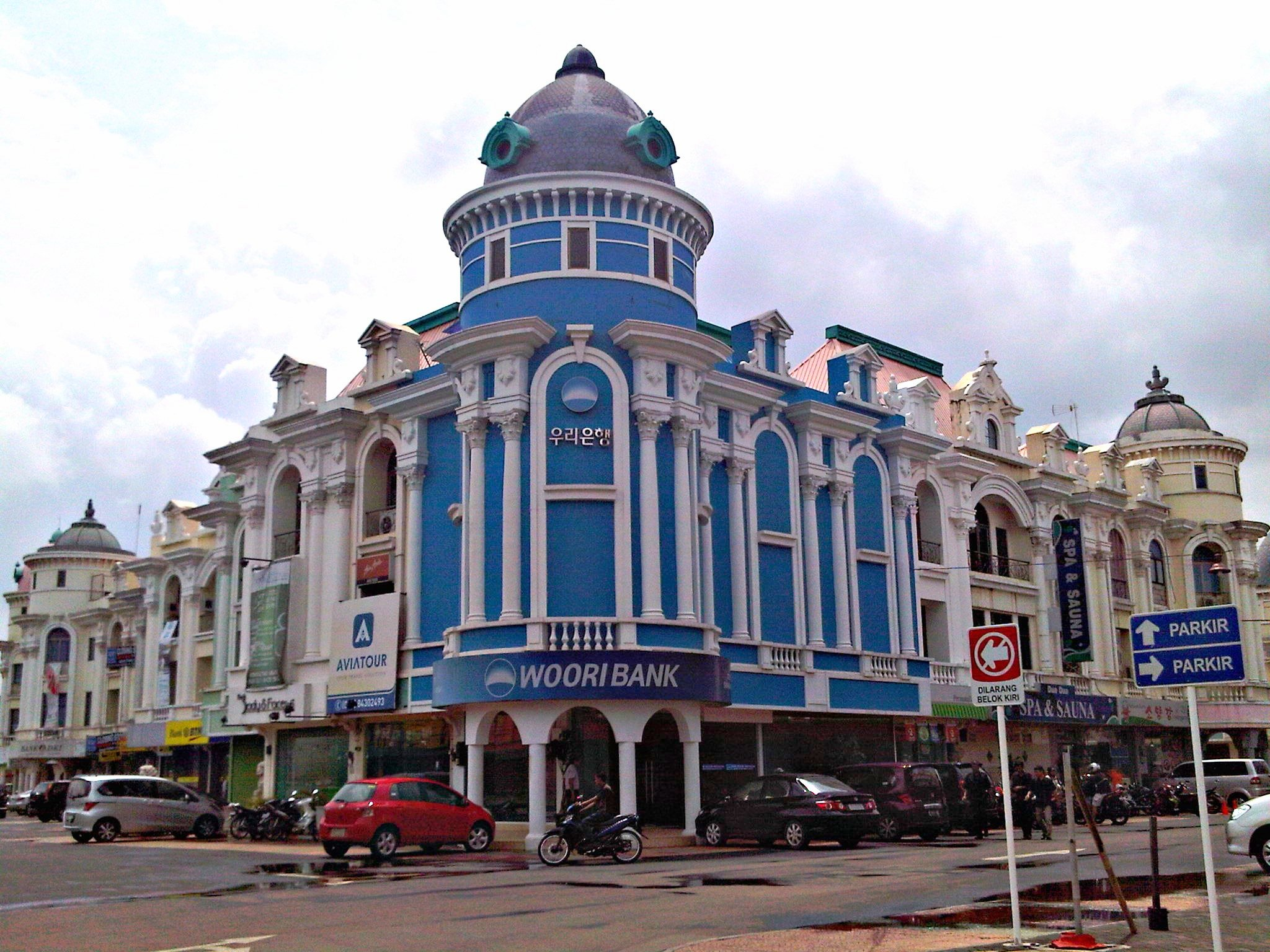
Woori Bank a Giava, Indonesia

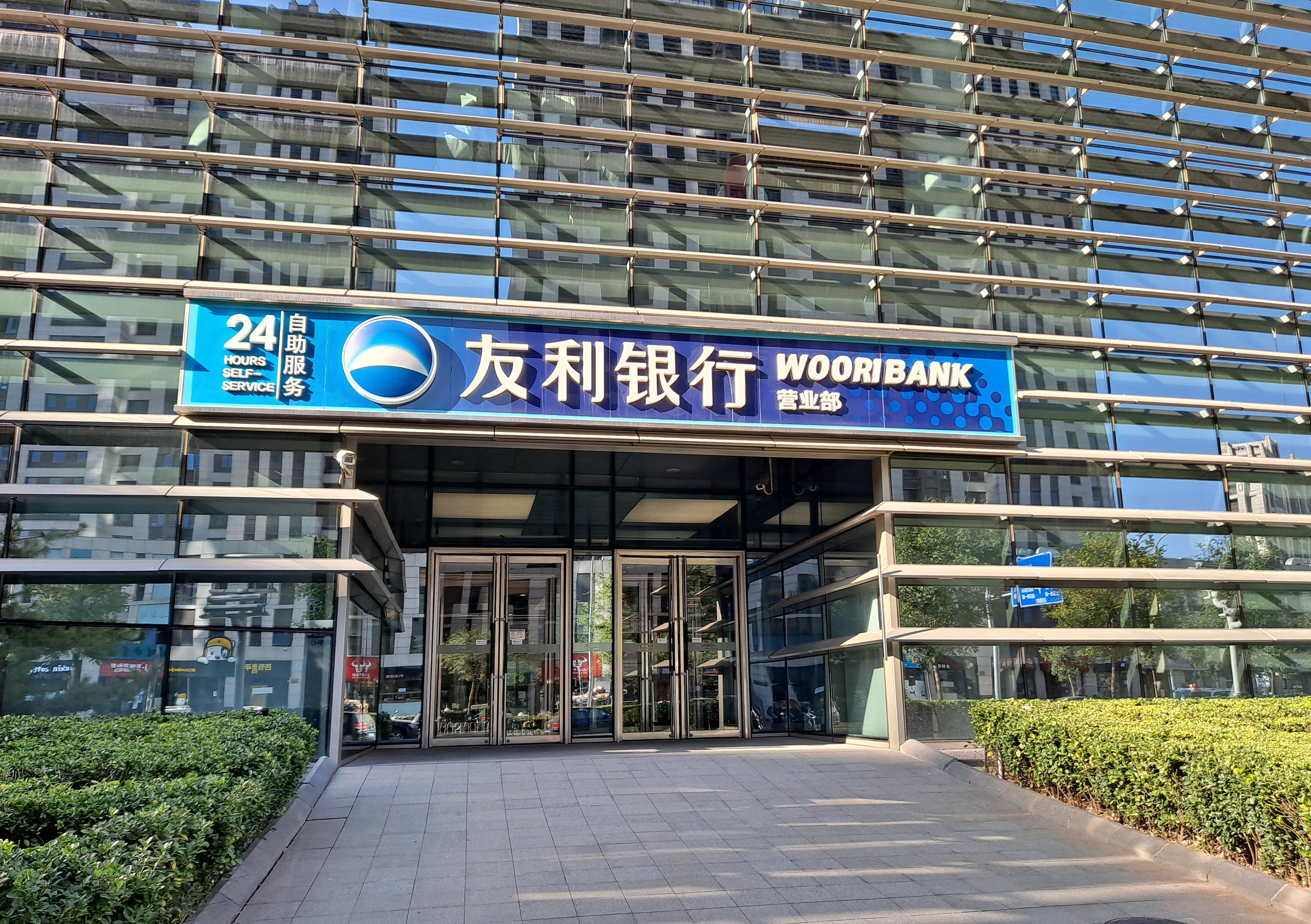
Woori Bank a Pechino

- Stati Uniti come Woori America Bank (diverse località)
- Londra, Gran Bretagna
- Singapore
- Tokyo, Giappone
- Hanoi, Vietnam; Ho Chi Minh, Vietnam
- Bahrain, Bahrain
- Dhaka, Bangladesh
- Chennai, India
- Manila, Filippine come Wealthbank (sussidiaria di Woori Bank)
- Dubai, UAE
- Sydney, Australia
- Giacarta, Indonesia come Woori Saudara Bank
- Mosca, Russia; San Pietroburgo, Russia come Woori Bank Russia
- Pechino, China come Woori Bank of China Limited
- Hong Kong, China, come Woori Investment Bank
- San Paolo, Brasile come Brazil Woori Bank
- Yangon, Myanmar come Woori Finance Myanmar
- Phnom Penh, Cambogia come Woori Finance Cambodia
- Kuala Lumpur, Malaysia (ufficio)
- Teheran, Iran (ufficio)
- Kaesong Industrial Complex, Corea del Nord

Nel 2004, Woori Bank ha aperto la sua filiale nel complesso industriale di Gaeseong, a Gaeseong, in Corea del Nord, la prima banca straniera a farlo. Woori Bank opera in Bangladesh, India e Indonesia. Il 14 marzo 2012, la sua filiale indonesiana, Bank Woori Indonesia, ha annunciato un piano di fusione con una banca locale, Bank Saudara.  Nell'aprile 2012, Woori Bank ha aperto la sua prima filiale in India a Chennai.